# Raja Sinha I
Rajasinha I (o Raja Sinha I) nascut com Tikiri Rajjuru Bandara (1544-1593), fou rei de Sitawaka, fill i successor de Mayadunne (1578/1583-1591)

## Primers anys
Vidiye Bandara va aixecar un exèrcit i es va dirigir al Quatre Korales on fou atacat per Tikiri Rajjuru Bandara (que tenia uns 11 anys) i es va haver de retirar cap a les muntanyes. L'exèrcit d'Uda Rata, desmoralitzat, es va desbandar després de poca resistència i fou perseguit i massacrat i el seu general fou aclamat pels soldats vencedors amb el nom de Raja Sinha (Rei Lleó, vers 1554).

## Joventut guerrera
Un temps després Raja Sinha va dirigir en persona un cos de guerrers experts amb elefants i cavalleria de suport que van atacar als portuguesos i es va lliurar una gran batalla a la planta entre Mulleriyawa i Kaduwela, a uns 20 km de Colombo i els portuguesos van acabar retirant-se, i encara que se'ls va tallar la retirada van poder guanyar els vaixells que els esperaven al riu. Raja Sinha va fundar dos fortaleses a Kaduwela i Rakgaha Watta per controlar els camins des de Colombo que els portuguesos, per recuperar el seu prestigi, planejaven atacar; però altre cop foren derrotats i perseguits pel general Wikramasinha; reforços procedents de l'Índia van arribar aviat però enlloc de atacar Mayadunne es van dedicar a combatre contra el rei de Jaffna.
Vers 1560 Raja Sinha feia incursions ràpides cap a la capital i cap a Colombo. Kotte fou rodejada i els portuguesos després de menjar-se els elefants, van haver de recórrer al canibalisme; un grup important dins de la capital era partidari de la rendició, però van aguantar i finalment Raja Sinha va retornar a Sitawaka. L'octubre de 1564 va retornar a Kotte que va quedar assetjada; el 12 de febrer de 1565 la ciutat fou assaltada però l'assalt fou rebutjat. Mentre els portuguesos van negociar amb Karalliyadda de Uda Rata, que va fer un atac a la frontera de Sitawaka obligant a Raja Sinha a tornar corrent per fer front a aquest perill.

## Mayadunne abdica en el seu fill Raja Sinha
El maig de 1578 Mayadunne va abdicar a favor del seu fill Raja Sinha. Aleshores tenia uns 35 anys.

## Mort de Mayadunne; donació de Kotte
El 1579 Raja Sinha va atacar Colombo però la guarnició portuguesa va resistir fins al febrer de 1581 quan van arribar reforços dirigits per Matias de Albuquerque, que després fou virrei (1591-1597) que van forçar la retirada dels atacants. En el seu camí de tornada a Sitawaka va rebre la noticia de la mort del seu pare Mayadunne als 80 anys.

## Raja Sinha conquesta Uda Rata
Raja Sinha va dirigir la seva atenció cap a Uda Rata i 30.000 veterans de guerra es van presentar a Balane la fortalesa de muntanya que dominava l'altiplà central. L'exèrcit del rei Karaliyadda amb el suport d'alguns portuguesos fou rebutjat i la seva capital ocupada sent nomenat governador Wirasundara Mudiyanse. Karaliyadda va fugir a Trincomalee on va morir de verola junt amb membres de la seva família; la seva filla d'un any sota custòdia del nebot Jama Sinha Bandar, fou portada a Jaffna on va demanar protecció al rei tàmil.
Wirasundara no va quedar satisfet i no va tardar a revoltar-se però fou mort per una traïció i els districtes rebels castigats severament; l'exèrcit de Raja Sinha I de Sitawaka va entrar al país, va desarmar al desafectes i va reduir a molts habitants a l'esclavatge o a treballar sense pagament en construir fortificacions. El fill de Wirasundara, Konappu, va fugir a Colombo on fou rebut per Dharmapala que li va donar com esposa a la filla de Sembahap Perumal.

## Anys de pau
Van seguir uns anys de pau en els que Raja Sinha va reforçar la seva posició política amb l'eliminació dels desafectes.

## Ranja Sinha prepara la conquesta de Colombo
Un intent de conspiració dels portuguesos amb alguns prínceps, fou avortada; hi havien participat també els sacerdots budistes i això va fer que Raja Sinha s'orientés en contra dels monjos. Alguns d'aquests van fugir a Uda Rata i altres van renunciar als seus hàbits. Raja Sinha estava al cim del seu poder i tota l'illa el reconeixia excepte la gent lleial a Dharmapala a Colombo. El rei es va proposar conquerir aquest establiment.
Raja Sinha va establir un campament a Buyagama a 15 km de Colombo; els forts de Nagalagama, Kaduwela i Rakgahawatta el protegien d'un atac per sorpresa o el riu Kelani Ganga assegurava un lloc de protecció segur i servia per portar materials de guerra; totes les energies del país es van posar al servei del rei de Sitawaka. Milers d'elefants hi van participar; es van preparar magatzems d'arròs, carros de bous per transport i tendes i dotzenes de ferrers, fuster etc. van començar a treballar en armament i tasques complementàries i enginys de setge; també es van disposar un centenar de canons i milers d'arcabussos que els singalesos havien aprés a construir i a fer servir millor que els seus mestres. Les acumulacions d'excrements d'animals de les coves d'Uwa es van utilitzar per obtenir un subministrament de salnitre, mentre que el sofre fou importat de Pèrsia. Es van fondre en abundància bales de plom i una sol·licitud va ser enviada a Achim (Atjeh) sultanat que en aquell moment lliurava guerra contra els portuguesos de Malaca, per un major suport en municions. Cada kafir malai i renegat portuguès fou contractat al servei del rei per portar l'artilleria i es va reclutar una guàrdia personal pel rei formada d'experts guerrers indis. Una assemblea de singalesos es va fer a Biyagama i cadascun va acabar sabent exactament la seva tasca. Tot això va inquietar als portuguesos.

## Treva temporal
El capità portuguès de Colombo, João de Correia de Brito (1583-1590) li va enviar una ambaixada amb regals i el rei va acceptar una treva que es va allargar a causa d'un intent d'enverinament del rei que va fracassar. Brito va demanar ajut a Goa i va reforçar les fortificacions a Colombo; el nord de la població va ser defensat amb una muralla i el bastió de São Tomé (al nord-oest) fou reparat mentre es va construir un bastió nou (São Joao) prop de la badia. El bastió de São Sebastiao i el llac eren les principals defenses junt amb la muralla de la riba que incloïa els bastions de São Gonçalo, São Miguel i Nossa Senhora de Conceicao (entre altres).

## Atac a Colombo
Finalment Raja Sinha es va considerar a punt i va començar a moure un exèrcit de 50.000 homes que va travessar el riu Kelani i van arribar a Demata Goda el 4 de juliol de 1587 on es va formar el campament que fou assegurat amb empallissades i es va continuar un canal per buidar el llac que ja s'havia iniciat; una vegada acabat en 20 dies el llac es va anar buidant i les canoes portugueses ja no van poder navegar. El 4 d'agost van començar a avançar cap a les muralles: elefants, seguits de llancers, portadors, arquers i artillers; però l'artilleria portuguesa els va fer retrocedir: un segon atac va aconseguir ocupar alguns bastions però el contraatac portuguès els va fer retrocedir altre cop; per tercera vegada els singalesos van atacar però es van haver de retirar igualment. Es va iniciar llavors el setge i es va intentar un nou assalt el 20 d'agost combinat també per mar per intentar cremar els magatzems portuguesos, però no ho van aconseguir i es van haver de retirar i el 23 d'agost van arribar cinc vaixells amb municions pels portuguesos enviades des de Cochin i més tard van seguir altres vaixells de São Tomé i Goa; això va fer pujar els defensors a un total d'uns mil homes. El 4 d'octubre vuit vaixells singalesos van atacar el port que estava al comandament de Thome de Sousa, que havia estat nomenat capità major de la mar, i van lluitar de manera valenta fins que quatre vaixells foren enfonsats i llavors es van retirar. El 4 de desembre van arribar 150 soldats de reforç i es va anunciar l'arriba del ex capita Manuel de Sousa Coutinho, amb una expedició d'ajut que pretenia expulsar a Raja Sinha de la rodalia de Colombo.
Raja Sinha va fer un nou esforç, mentre les epidèmies s'estenien per Colombo (es sospitava que les fonts havien estat enverinades però segurament no era degut a altre cosa que al setge, amb molts morts i males condicions sanitàries, i al clima, amb els monsons). El 10 de gener de 1588 es va fer un darrer assalt que fou rebutjat; seguidament els singalesos van començar un bombardeig d'alguns bastions que va durar alguns dies i el 27 de gener es va fer un nou assalt igualment rebutjat. Els portuguesos van passar a l'ofensiva; els seus vaixells van devastar la costa sud. Kasgoda fou incendiada i Madampe destruïda igual que algunes zones properes. Galle i Weligama foren saquejades durant tres dies i Matara i Mirissa igualment saquejades i van seguir algunes altres poblacions fins que van retornar a Colombo on van arribar al 18 de febrer. Com que estaven arribant vaixells de Malaca, Raja Sinha va decidir retirar-se. El 21 de febrer el campament singalès fou incendiat pels mateixos singalesos i finalment aquests es van situar al darrere del riu Kelani Ganga.

## Mort de Raja Sinha
Mentre Raja Sinha no podia aturar el moviment popular al sud i el 1593 el rei va agafar el comandament de l'exèrcit però sense gaire èxit. Llavors va deixar el govern al càrrec d'Aritta Kivendu i es va retirar a Petagonda; estant allí se li va clavar una canya trencada al seu peu i li va provocar una infecció; al agreujar-se el seu estat fou portat a Sitawaka; allí va morir (o ja va arribar mort) i fou enterrat. El va succeir Raja Surya, net del rei.